# 戈盧比夫卡 (科羅斯特舍夫區)
50°15′50″N 29°14′38″E / 50.26389°N 29.24389°E
戈盧比夫卡（烏克蘭語：Голубівка）是烏克蘭北部的村莊，隸屬日托米爾州的日托米爾區。該村面積1.18平方公里，海拔高度185米，2001年人口175，人口密度每平方公里147.93人。